# Bukovik (gmina Aranđelovac)
Bukovik (cyr. Буковик) – wieś w Serbii, w okręgu szumadijskim, w gminie Aranđelovac. W 2011 roku liczyła 2622 mieszkańców.